# Buraki (rejon postawski)
Buraki – dawny folwark. Tereny, na których był położony, leżą obecnie na Białorusi, w obwodzie witebskim, w rejonie postawskim, w sielsowiecie Komaje.

## Historia
W czasach zaborów zaścianek w powiecie święciańskim, w guberni wileńskiej Imperium Rosyjskiego. W 1905 roku liczył 12 mieszkańców, 156 dziesięcin, własność Krasowskiego.
Po I wojnie światowej pod administracją polską, w Zarządzie Cywilnym Ziem Wschodnich. W latach 1920–1922 w składzie Litwy Środkowej.
Od 11 kwietnia 1922 folwark leżał w Polsce, w województwie wileńskim, w powiecie święciańskim, od 1926 roku w powiecie postawskim, w gminie Kobylnik.
W 1931 w 4 domach zamieszkiwało 27 osób.
Na wschód od folwarku znajduje się cmentarz polskich żołnierzy poległych w wojnie polsko-bolszewickiej.
W 1938 roku miejscowość należała do gromady Jakowicze gminy Kobylnik.